# Anathallis aristulata
Anathallis aristulata är en orkidéart som först beskrevs av John Lindley, och fick sitt nu gällande namn av Carlyle August Luer. Anathallis aristulata ingår i släktet Anathallis och familjen orkidéer. Inga underarter finns listade i Catalogue of Life.